# WISE 2237+7228
WISE 2237+7228 (= 2MASS J22372056+7228351) is een bruine dwerg in het sterrenbeeld Cepheus met een spectraalklasse van T6. De ster is ontdekt door Wide-field Infrared Survey Explorer en bevindt zich 52,4 lichtjaar van de zon.